# Cryptocercus matilei
Cryptocercus matilei är en kackerlacksart som beskrevs av Philippe Grandcolas 2000. Cryptocercus matilei ingår i släktet Cryptocercus och familjen Cryptocercidae. Inga underarter finns listade i Catalogue of Life.